# 1 tháng 4
Ngày 1 tháng 4 là ngày thứ 91 trong mỗi năm dương lịch thường (ngày thứ 92 trong mỗi năm nhuận). Còn 274 ngày nữa trong năm.

## Sự kiện
- 286 – Hoàng đế Diocletianus thăng tướng Maximianus làm đồng hoàng đế với danh hiệu Augustus và trao cho người này quyền kiểm soát các khu vực phía Đông của Đế quốc La Mã và trở thành vị hoàng đế đầu tiên của Đế quốc Đông La Mã
- 457 – Quân đội La Mã tôn Majorianus làm hoàng đế.
- 528 – Linh Thái hậu tuyên bố một con gái của Bắc Ngụy Hiếu Minh Đế là trai và lập làm hoàng đế, song bị Nguyên Chiêu thay thế vào hôm sau, tức là ngày Giáp Dần (26) tháng 2 năm Mậu Thân.
- 1865 – Nội chiến Hoa Kỳ: Trận Five Forks.
- 1867 – Các khu định cư Eo biển gồm Singapore, Penang, Malacca trở thành một thuộc địa vương thất của Anh.
- 1919 – Kiến trúc sư Walter Gropius thành lập trường phái Staatliches Bauhaus tại Weimar.
- 1922 – báo Người cùng khổ ra số đầu tiên tại Paris.
- 1924 – Adolf Hitler bị tuyên án 5 năm tù do tham gia vào "Đảo chính nhà hàng bia". Tuy nhiên, ông chỉ phải ngồi tù trong chín tháng, trong thời gian này ông viết tác phẩm Mein Kampf.
- 1939 – Nội chiến Tây Ban Nha: Tổng thống lĩnh Francisco Franco tuyên bố Nội chiến kết thúc khi những lực lượng cuối cùng của Đệ nhị Cộng hòa Tây Ban Nha đầu hàng.
- 1945 – Quân đội Hoa Kỳ đổ bộ lực lượng lên đảo Okinawa, mở màn cho trận đánh cuối cùng của Hải quân Đế quốc Nhật Bản trong Chiến tranh thế giới thứ hai.
- 1946
  - Singapore trở thành thuộc địa của Anh.
  - Các khu định cư Eo biển giải thể, Penang và Malacca cùng với các quốc gia tại Malaya hình thành Liên hiệp Malaya.
- 1947 – Do anh là George chết trẻ, Pavlos trở thành quốc vương của Hy Lạp.
- 1948
  - Chiến tranh Lạnh: Cuộc phong tỏa Berlin — Lực lượng quân sự dưới quyền Đông Đức, tiến hành phong tỏa trên bộ với Tây Berlin.
  - Quần đảo Faroe giành được quyền tự trị từ Đan Mạch.
- 1954 – Tổng thống Hoa Kỳ Dwight D. Eisenhower cho phép hình thành Học viện Không quân Hoa Kỳ tại Colorado.
- 1960 – Vệ tinh khí tượng đầu tiên, TIROS-1, được phóng lên không trung.
- 1967 – Bộ Giao thông Hoa Kỳ bắt đầu hoạt động.
- 1975 – Trong khi lực lượng Khmer Đỏ bao vây Phnom Penh, Lon Nol tuyên bố từ chức Tổng thống nước Cộng hòa Khmer và nhanh chóng đào tẩu ra ngoại quốc.
- 1976 – Steve Jobs, Steve Wozniak, và Ronald Wayne thành lập Apple Inc.
- 1979 – Giáo chủ Ayatollah Khomeini tuyên bố Iran là một nước Cộng hoà Hồi giáo.
- 1986 – Nghĩa trang Père-Lachaise trở thành vườn bảo tồn của Paris, Pháp
- 1989 – Lần đầu tiên nội các an ninh trong nước của Israel thông qua nghị quyết 425 của Liên Hợp Quốc kêu gọi quân đội Israel rút khỏi Libăng, nhưng phía Israel đòi kèm theo điều kiện.
- 2001
  - Hà Lan trở thành quốc gia đầu tiên trên thế giới chính thức hợp pháp hoá hôn nhân đồng giới.
  - Một trinh sát cơ EP-3E của Hải quân Hoa Kỳ va chạm với một chiến đấu cơ Shenyang J-8 của Trung Quốc. Máy bay của Hoa Kỳ hạ cánh khẩn cấp xuống đảo Hải Nam và bị bắt giữ.
- 2004 – Công ty Google phát hành beta dịch vụ thư điện tử miễn phí Gmail phiên bản thử nghiệm đầu tiên.
- 2009 – Croatia và Albania gia nhập NATO.
- 2020 –  Thủ tướng Chính phủ có Quyết định số 447/QĐ-TTg công bố dịch COVID-19 trên phạm vi cả nước.[1]

## Sinh
- 1578 – William Harvey, thầy thuốc người Anh (m. 1657)
- 1647 – John Wilmot, thi nhân người Anh (m. 1680)
- 1809 – Nikolai Gogol, nhà văn, nhà biên kịch người Đế quốc Nga, 20 tháng 3 theo lịch Julius (m. 1852)
- 1815 – Otto von Bismarck, chính trị gia người Đức, Thủ tướng Đức (m. 1898)
- 1815 – Louis von Weltzien, tướng lĩnh người Đức (m. 1870)
- 1824 – Alfred Bonaventura von Rauch, tướng lĩnh người Đức (m. 1900)
- 1825 – Auguste Ferdinande, Nữ Đại vương công Áo, Đại Công nữ của Toscana, Vương phi của Bayern (m. 1864)
- 1861 – Katō Tomosaburō, nguyên soái và thủ tướng của Nhật Bản, tức 22 tháng 2 năm Tân Dậu (m. 1923)
- 1865 – Richard Adolf Zsigmondy, nhà hóa học người Áo, đoạt giải Nobel (m. 1929)
- 1873 – Sergei Rachmaninoff, nghệ sĩ piano, nhà soạn nhạc người Nga, 20 tháng 3 theo lịch Julius (m. 1943)
- 1898 – William James Sidis, nhà toán học người Mỹ (m. 1944)
- 1906 – Alexander Yakovlev, kỹ sư người Liên Xô, sáng lập Yakovlev, 19 tháng 3 theo lịch Julius (m. 1989)
- 1908 – Abraham Maslow, nhà tâm lý học người Mỹ (m. 1970)
- 1911 – Fauja Singh, đấu thủ chạy người Ấn Độ
- 1919 – Joseph E. Murray, bác sĩ người Mỹ, đoạt giải Nobel (m. 2012)
- 1920 – Mifune Toshiro, diễn viên người Nhật Bản (m. 1997)
- 1927 – Ferenc Puskás, cầu thủ bóng đá người Hungary (m. 2006)
- 1929 – Milan Kundera, Tác gia người Séc-Pháp
- 1932 – Debbie Reynolds, diễn viên, ca sĩ, vũ công người Mỹ
- 1933 – Claude Cohen-Tannoudji, nhà vật lý học người Pháp, đoạt giải Nobel
- 1938 – Phêrô Nguyễn Văn Nhơn, giám mục Công giáo người Việt Nam, Hồng y - tổng giám mục Tổng giáo phận Hà Nội
- 1940 – Wangari Muta Maathai, nhà môi trường học người Kenya, đoạt giải Nobel (m. 2011)
- 1943 – Mario Botta, kiến trúc sư người Thụy Sĩ
- 1946 – Arrigo Sacchi, huấn luyện viên bóng đá người Ý
- 1953 – Alberto Zaccheroni, huấn luyện viên bóng đá người Ý
- 1960 – Christopher Stevens, luật gia và nhà ngoại giao người Mỹ (m. 2012)
- 1961 – Susan Boyle, ca sĩ người Anh Quốc
- 1969 – Thích Nhật Từ, hòa thượng người Việt Nam
- 1976 – Clarence Seedorf, cầu thủ bóng đá người Hà Lan-Brasil
- 1980 – Randy Orton, đô vật và diễn viên người Mỹ
- 1981 – Park Ye-jin, diễn viên người Hàn Quốc
- 1989
  - David N'Gog, cầu thủ bóng đá người Pháp
  - Sugimoto Yumi, diễn viên, người mẫu người Nhật Bản
- 1990 - Saka Trương Tuyền, nữ ca sĩ người Việt Nam

## Mất
- 889 – Tần Tông Quyền, quân phiệt thời nhà Đường
- 1085 – Tống Thần Tông Triệu Húc (s. 1048)
- 1909 – Otto von Claer, tướng lĩnh người Đức (s. 1827)
- 1917 – Scott Joplin, nghệ sĩ piano và nhà soạn nhạc người Mỹ (s. 1868)
- 1922:
– Karl I, hoàng đế đế quốc Áo-Hung (s. 1887)
– Hermann Rorschach, nhà tâm lý học người Thụy Sĩ (s. 1884)
- 1940 – Jazep Jur’jevič Liosik, chủ tịch Rada Cộng hòa Nhân dân Belarus (s. 1883)[2]
- 1967 – Đặng Văn Ngữ, bác sĩ người Việt (s. 1910)
- 1968 – Lev Davidovich Landau, nhà vật lý học Liên Xô, đoạt giải Nobel (s. 1908)
- 1976 – Max Ernst, họa sĩ và nhà điêu khắc người Đức (s. 1891)
- 1988 – Đào Duy Anh, nhà sử học, địa lý, từ điển học, ngôn ngữ học người Việt (s. 1904)
- 1994 – Robert Doisneau, nhiếp ảnh gia người Pháp (s. 1912)
- 2001 – Trịnh Công Sơn, nhạc sĩ người Việt (s. 1939)
- 2002 – Simo Häyhä, xạ thủ người Phần Lan (s. 1905)
- 2003 – Trương Quốc Vinh, ca sĩ, diễn viên người Hồng Kông (s. 1956)
- 2006 – In Tam, thủ tướng Campuchia (s. 1916)
- 2016 – Pratyusha Banerjee, diễn viên truyền hình Ấn Độ (s. 1991)
- 2019 – Anh Vũ, diễn viên hài, diễn viên kịch và diễn viên điện ảnh người Việt (s. 1972)

## Ngày lễ và kỷ niệm
- Ngày Cá tháng tư.
- Ngày thành lập Ngân hàng thương mại cổ phần Ngoại thương Việt Nam (Vietcombank)
- Ngày Cộng hoà Hồi giáo (Iran, từ 1979)
- Ngày khai trường ở Nhật Bản, cũng chính thức là Ngày Làm việc Đầu tiên, ngày đó các công ty và công sở chào đón nhân viên mới ra trường.
- Bắt đầu năm tài chính ở Ấn Độ.